# ヴァイエンツェル
ヴァイエンツェル (ドイツ語: Weihenzell) は、ドイツ連邦共和国バイエルン州ミッテルフランケンのアンスバッハ郡に属す町村（以下、本項では便宜上「町」と記述する）で、ヴァイエンツェル行政共同体の本部所在地。

## 地理

### 位置
この町は、アンスバッハの北東約7kmのフランケンヘーエ自然公園内に位置する。

### 自治体の構成
この町は、公式には22の地区 (Ort) からなる。このうち小集落や孤立農場などを除く集落を以下に列記する。
| - ボイテルローエ - フォルスト - フランケンドルフ - グループ - ハースガング - モラートノイシュテッテン - ノイミューレ | - ペータースドルフ - シェーンブロン - ツルンドルフ - ヴァイエンツェル - ヴェルンスバッハ・バイ・アンスバッハ - ヴィッペンドルフ - ツェルリュークリンゲン |

## 歴史
1299年3月29日のヴュルツブルク司教マーネゴルトの所領録に記載されているのが、文献上の初出である。

### 市町村合併
この自治体は、1971年に、それまでは独立した自治体であったフォルスト、ハースガング、ヴェルンスバッハおよびヴァイエンツェルが合併して成立した。

## 行政

### 議会
ヴァイエンツェルの議会は、首長を含め15議席からなる。

### 紋章
図柄: 銀地に、3つの峰の山、その中央に銀の波打った三角図形。山の上に5枚の葉を持つ緑のクローバー。その上にかぶせるように青い盾型があり、中に金のデザイン化されたユリが描かれている。

### 友好都市
- Saint Laurent sur Gorre （フランス、リムーザン地域圏）1986年

## 文化と見所

### 建築
- プロテスタントの教区教会である聖ヤコブス教会は、1490年の建築である。

### 年中行事
- 年1回（収穫祭後の日曜日）に開催される教会祭

## 引用
1. ↑  https://www.statistikdaten.bayern.de/genesis/online?operation=result&code=12411-003r&leerzeilen=false&language=de Genesis-Online-Datenbank des Bayerischen Landesamtes für Statistik Tabelle 12411-003r Fortschreibung des Bevölkerungsstandes: Gemeinden, Stichtag (Einwohnerzahlen auf Grundlage des Zensus 2011)
2. ↑  Bayerische Landesbibliothek Online